# Romans na receptę
Romans na receptę – powieść obyczajowa Moniki Szwai z roku 2004.

## Opis fabuły
Główną bohaterką utworu jest Eulalia Manowska (zwana też Lalą), koleżanka z pracy i przyjaciółka Wiki Sokołowskiej, bohaterki innej powieści Szwai – Zapiski stanu poważnego.
Eulalia jest dziennikarką telewizyjną. Dawno porzucona przez męża, samotnie wychowała bliźnięta – Sławkę i Kubę. Obecnie dzieci dorosły i wybierają się na studia do innego miasta. Eulalia nie radzi sobie z myślą o tym, że zostanie sama, tym bardziej że zaprzyjaźnieni sąsiedzi również się wyprowadzili. Jej kiepski nastrój potęguje to, że wydaje się sobie stara i nieatrakcyjna.
Pewnego dnia Eulalia przyjmuje zlecenie na zrealizowanie filmu turystycznego o Karkonoszach. Z chęcią je przyjmuje, zwłaszcza że wiąże się to nie tylko z niezłym zarobkiem, ale i z odwiedzeniem lubianych przez dziennikarkę zakątków Karpacza i okolic. Jedyną obawą jest jej choroba – astma, która w górach może być szczególnie niebezpieczna.
W Bacówce Eulalia poznaje atrakcyjnego Janusza Wiązowskiego, którego szybko uznaje za największego gbura na świecie. Okazuje się, że mężczyzna ten nie znosi telewizji, a reporterów uważa za ludzi, z którymi nie warto utrzymywać bliższych kontaktów. Eulalię Janusz tyle samo odpycha, co fascynuje. Kiedy więc kilka miesięcy później Lala ma możliwość wyjazdu na urlop, bez wahania wybiera tę samą Bacówkę. Ponownie spotyka tam Janusza i ponownie spotkanie to nie należy do udanych. Niedługo po powrocie do domu okazuje się, że mieszkanie po sąsiadach Eulalii kupił właśnie Janusz. Początkowo Eulalia jest tym faktem załamana. Ponadto nie może sobie poradzić z własnymi frustracjami i udaje się po poradę do znajomego psychiatry – Grzegorza Wrońskiego. Specjalista ma dla niej jednak dość nietypową receptę – jako terapię zaleca jej romans z jakimś mężczyzną.
Jako wątek poboczny pojawia się w powieści dalszy ciąg losów Wiki Sokołowskiej, która wstępuje w związek małżeński z Tymonem Wojtyńskim.